# 칩슛
칩(chip) 또는 로브(lob)는 상대 선수의 머리위로 공을 띄우는 기술로, 정확하게 공을 차 보다 적은 힘으로 공을 공중으로 높이 띄워 상대 골키퍼 위로 골을 넣는 슛인 칩슛(chip shot)이 대표적이다. 일반적으로  칩은 보통 '백스핀'이 있으며, 그렇지 않으면 로브로 분류된다.
일반적으로 로브는 플레이어가 발가락을 사용하여 공을 공중으로 들어 올리면서 발 앞부분으로 공을 차야 한다. 주로 득점에 사용되며, 골키퍼가 막을 수 없는 특정 양의 수직 높이로 공을 가져간 다음 다시 골문으로 내려오는 데에 중점을 둔다. 카를로스 벨라, 라울 곤살레스, 크리스티아누 호날두, 라다멜 팔카오, 호나우지뉴, 로베르토 바조, 호마리우, 프란체스코 토티, 알레산드로 델 피에로 및 리오넬 메시와 같은 선수들처럼 일정량의 기술과 정확성을 필요로 한다.
선수가 페널티 킥, 또는 승부차기에서 사용하는 칩슛은 1976년 유럽축구연맹(UEFA) 유럽축구연맹(UEFA) 유럽축구선수권대회 결승전 승부차기에서 승부차기에서 승리한 것으로 유명한 체코의 안토닌 파넨카가 서독의 골키퍼 제프 마이어를 상대로 성공해 체코슬로바키아 국가대표팀이 타이틀을 거머쥐후 유명해져 파넨카(panenka)라고 불린다. 라보나 칩과 동일한 아크와 백스핀을 가지고 있다면 칩으로 분류될 수도 있다.

## 같이 보기
- 슛 (축구)
- 파넨카 (페널티킥)